# گلن آلن (ویرجینیا)
گلن آلن (به انگلیسی: Glen Allen) یک منطقهٔ مسکونی در ایالات متحده آمریکا است که در شهرستان هنریکو، ویرجینیا واقع شده‌است. گلن آلن ۲۲٫۹ کیلومتر مربع مساحت و ۱۴٬۷۷۴ نفر جمعیت دارد و ۶۳ متر بالاتر از سطح دریا واقع شده‌است.